# Ophcrack
Ophcrack  è un'applicazione open source per il recupero dei numeri seriali. Questo tool fa parte della famiglia dei “Password cracker software” e cracka le password di software avvalendosi degli hash LM ed NTLM attraverso le Rainbow Tables.
Questa applicazione è stata sviluppata da Cedric Tissieres e Philippe Oechslin, di cui l'ultima versione prodotta è la 3.8.0.

## Come funziona
Ophcrack si basa su un algoritmo che mette in relazione memoria e tempo. Quest'ultima è una tecnica che permette di ottenere una notevole riduzione del tempo di crittoanalisi del keygen di un certo programma; ecco perché viene chiamata “time memory Trade-Off” che tradotta significa appunto compromesso tempo-memoria.
Nella pratica Ophcrack individua gli utenti e avvia il cracking automatico delle chiavi d'accesso. Al termine del lavoro verranno visualizzate a video le password. Le principali funzioni sono quelle che permettono il cracking dei software.
Una chiave di accesso codificata attraverso il formato NTLM risulta essere molto più robusta rispetto ad una cifrata con il formato LM. Il software riesce a portare ottimi risultati per il fatto che i due sistemi di codifica adottati da Microsoft non fanno uso del "salting", tecnica che invece è impiegata dai sistemi operativi Linux e Mac e che risulta essere molto più resistente ad attacchi di forza bruta.
L'algoritmo “Trade-Off” lavora sfruttando le Rainbow Tables cioè tabelle precomputate che accolgono al loro interno gli hash di tutte le possibili password.

## Portabilità ed efficienza
Questa applicazione utilizza le GTK+ cioè un toolkit per la creazione di interfacce grafiche e può essere eseguito in Windows, Mac OS e Linux.
Dal sito ufficiale di Ophcrack è possibile scegliere tra due diversi download del programma a seconda del tipo di recupero di password che si vuole effettuare.
Attualmente è possibile scaricare cinque file dal noto sito SourceForge: ophcrack-3.8.0.bin.zip (versione portable per Windows) o ophcrack-3.8.0.tar.bz2 (per Linux), se si vogliono ricercare le chiavi di accesso attraverso singoli hash già noti all'utente, oppure effettuare il cracking di semplici password attraverso il metodo di forza bruta.
Se il cracking della password deve però essere eseguito all'avvio del computer, si può sempre scaricare il file ophcrack-xp-livecd-3.6.0.iso (per Windows XP e precedenti) o ophcrack-vista-livecd-3.6.0.iso (per Windows Vista/7) o ophcrack-notables-livecd-3.6.0.iso (senza tables), necessario per la creazione del Live CD, reperibile dal sito di Ophcrack, che contiene una copia del sistema operativo Linux (SLAX), il software Ophcrack e altri file necessari per il recupero delle password.
Questo file, deve necessariamente essere copiato all'interno di un CD-rom che successivamente inserito all'interno del drive apposito, riesce ad aggirare la protezione di Windows per la lettura del database SAM (Security Accounts Manager), localizzato all'interno della chiave di registro HKEY_LOCAL_MACHINE\SAM, dentro il quale sono contenuti gli hash da crackare; infatti la lettura di questo database può essere effettuata solamente da parte del sistema operativo.
In questo modo può essere eseguito automaticamente il recupero delle password perse, senza intervento da parte dell'utente.
Ophcrack è utilizzato nei sistemi Windows e grazie alle Rainbow tables sembra che riesca a recuperare una percentuale molto alta di password.

## Dove trovare le Rainbow tables
Ophcrack lavora sulle speciali tabelle chiamate Rainbow tables. Ne esistono di diverse dimensioni e non tutte sono gratuite.
Dal sito web di Philippe Oechslin è possibile scaricarne una versione gratuita; questa versione riesce però solamente a rintracciare password alfanumeriche, prive di caratteri speciali.
Se si vuole ottenere un buon risultato dalla ricerca, è possibile acquistare la versione a pagamento che riesce a ritrovare password con qualsiasi carattere.